# Kornwestheim
Kornwestheim (pronunciación en alemán: /kɔʁnˈvɛsthaɪ̯m/ⓘ) es una ciudad alemana perteneciente al distrito de Luisburgo de Baden-Wurtemberg.
A 31 de diciembre de 2015 tiene 33 153 habitantes.
Se conoce la existencia de la localidad desde el año 780, originalmente conocida como Westheim, siendo mencionada en el Códice de Lorsch. En 1303 se incorporó a Wurtemberg. A partir de 1846 se desarrolló como poblado ferroviario al establecerse aquí una estación importante que permitió un desarrollo industrial. En 1931 recibió el título de ciudad.
Se ubica en el área metropolitana de Stuttgart, limitando su casco urbano directamente con la capital distrital Luisburgo al norte y la capital estatal Stuttgart al sur.
En la ciudad se fundó en 1903 la empresa Kreidler, el fabricante de motocicletas que tuvo más éxito en el desaparecido Campeonato Mundial de Motociclismo de Velocidad de 50cc.